# Cattedrale di Bourges
La cattedrale di Santo Stefano (in francese: Cathédrale Saint-Étienne) è la cattedrale dell'arcidiocesi di Bourges, in Francia.
Nel 1992 è stata inserita nell'elenco dei patrimoni dell'umanità dell'UNESCO. La cattedrale è uno dei capolavori dell'architettura gotica in Francia e la sua facciata, larga 40 metri, è la più grande per questo tipo di edifici.
Dal 1862 è classificata come Monumento storico di Francia.

## Storia
La costruzione della cattedrale iniziò nel 1195, praticamente in contemporanea con l'edificazione della cattedrale di Chartres, nel luogo medesimo della precedente cattedrale dell'XI secolo, della quale conservò la cripta. Il coro venne ultimato nel 1214, mentre le navate fra il 1225 e il 1250; la facciata, invece, venne finita nel 1270. L'edificio venne consacrato il 13 maggio 1324.
Nel XIV secolo, a causa di un problema strutturale della torre sud fu costruito a ridosso di essa un contrafforte. La torre nord, invece, venne costruita nel XV secolo, ma crollò nel 1506 distruggendo il portale della facciata, che in seguito venne ricostruito.
Luigi XI nel 1423 e il Gran Condé nel 1621 furono battezzati nella cattedrale.

## Descrizione

### Architettura
La pianta della cattedrale è a cinque navate con un'abside circolare e senza transetto. Nella facciata sono stati inseriti 5 portali d'accesso, uno per ogni navata, e altri due si trovano a metà delle navate più esterne. Ogni portale è ornato da notevoli sculture, la più famosa delle quali è quella che si trova nel portale centrale della facciata e che illustra il giudizio universale. Nella parte superiore della navata centrale venne eliminata la galleria, permettendo quindi di sviluppare maggiormente in altezza la navata stessa.
Per la stabilità della struttura vennero utilizzati dei possenti contrafforti, ma essendo questa una tecnica piuttosto innovativa per l'epoca si può notare come le mura della cattedrale siano molto più spesse di quanto non fosse necessario.
Ad eccezione di quelle della cappella assiale, quasi tutte le vetrate della zona absidale sono quelle originali del XIII secolo. L'iconografia che traspare dalle figure rappresentate in queste vetrate è insolita, con una tipologia ed un simbolismo che creano complessi messaggi teologici: si vedono per esempio eventi dell'Antico Testamento sotto forma di prefigurazioni di episodi della vita di Cristo, mentre altre vetrate mostrano scene tratte dall'Apocalisse o dai Vangeli.

### Organo a canne
Sulla cantoria in controfacciata, si trova l'organo a canne, costruito tra il 1977 e il 1985 dalla ditta organaria francese Alfred Kern & Sons su progetto dell'organista Marie-Claire Alain.
Lo strumento, a trasmissione integralmente meccanica, ha quattro tastiere (le prime tre, Positif de dos, Grand-Orgue e Récit expressif di 56 note, la quarta, Écho, di 37) ed una pedaliera dritta di 30 note.

## Galleria d'immagini

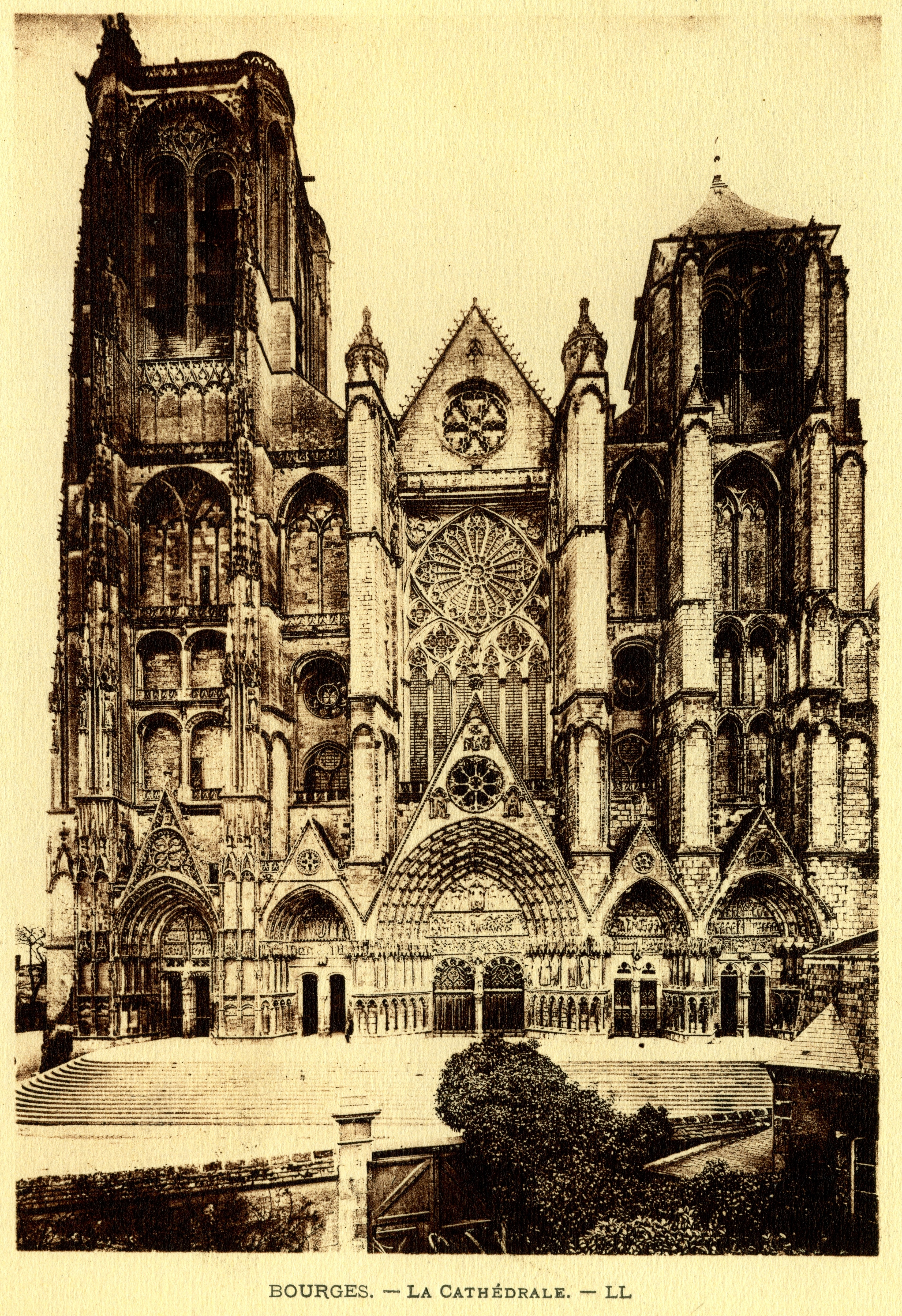
La facciata in una fotografia scattata prima del 1875
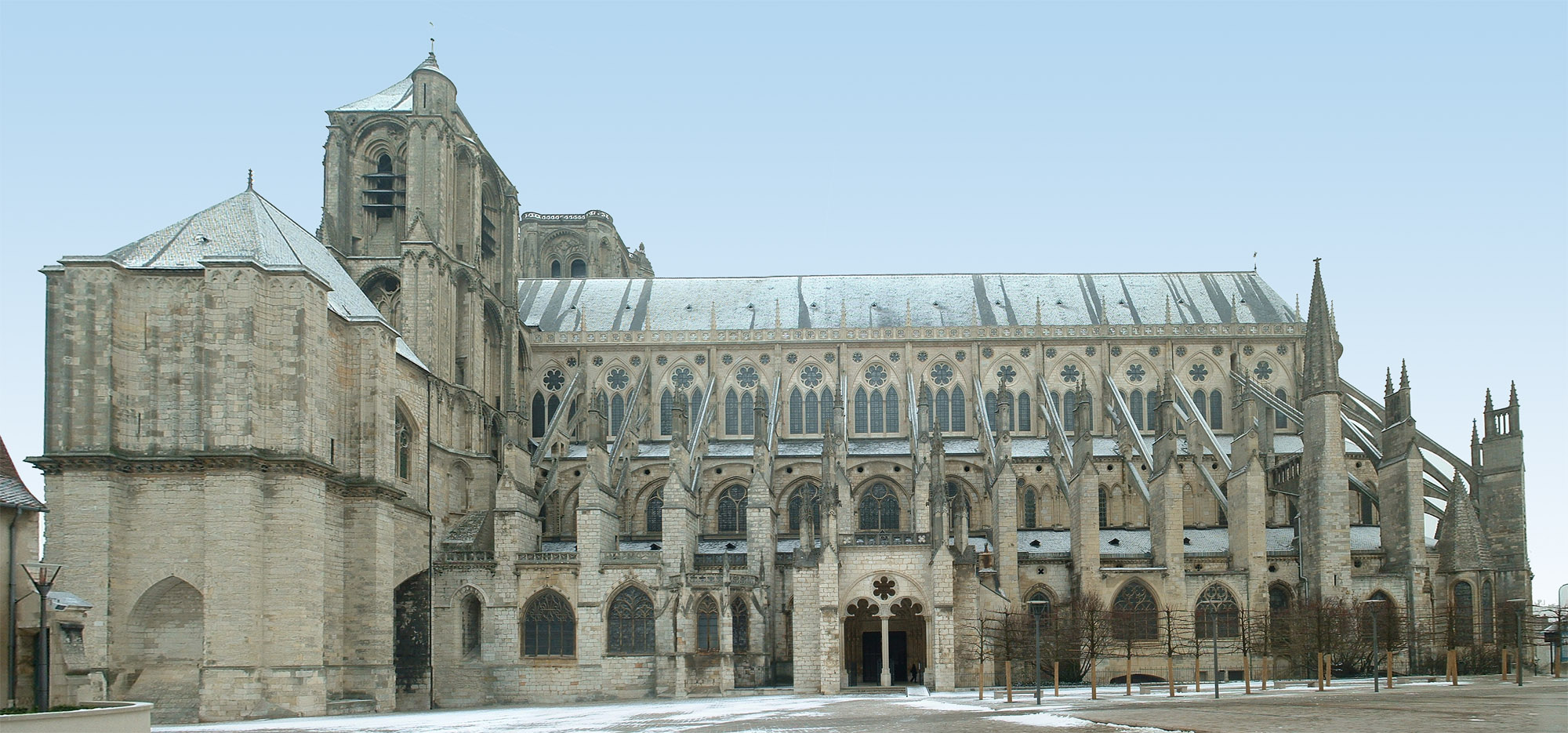
Veduta esterna
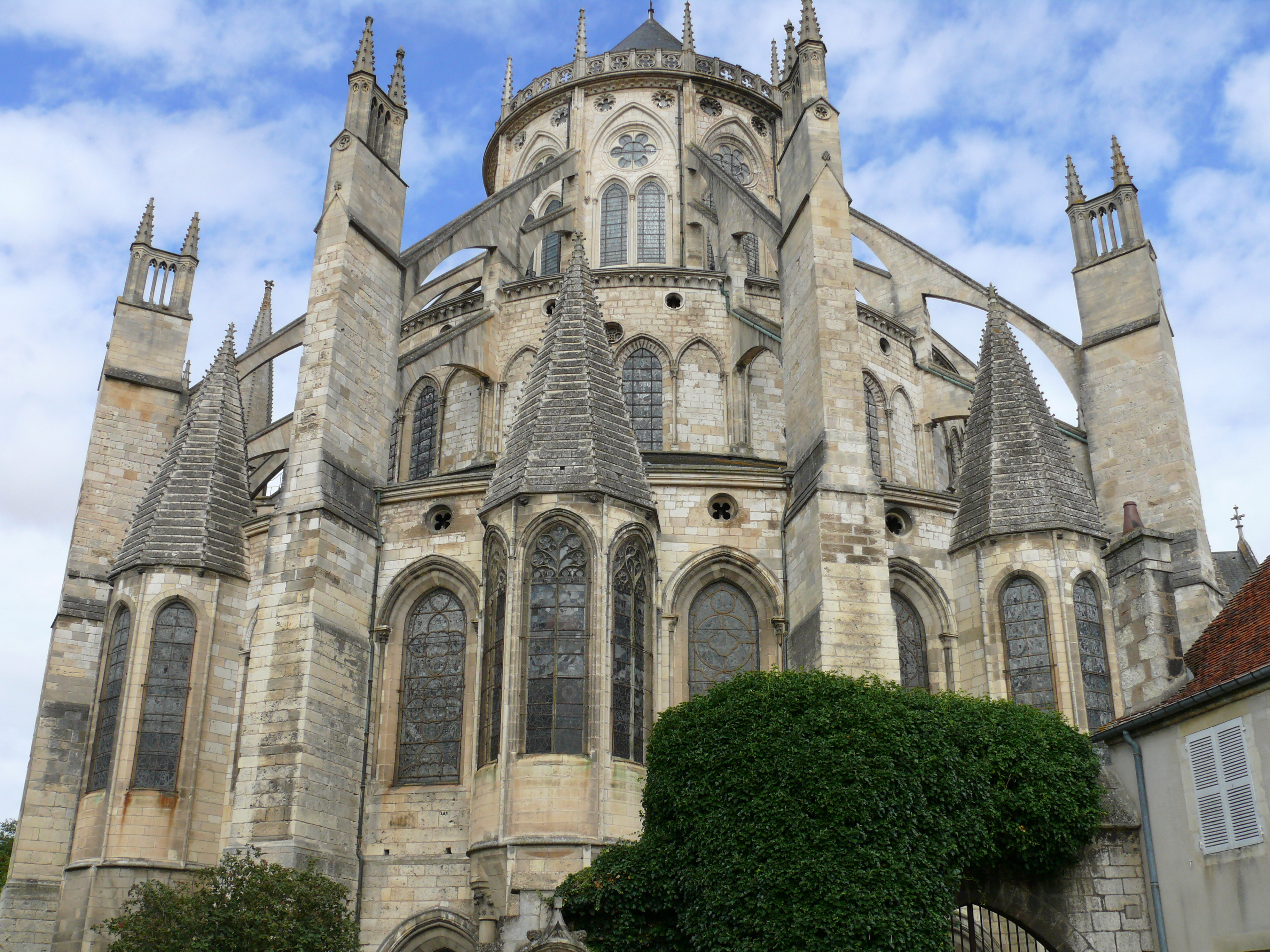
Esterno dell'abside
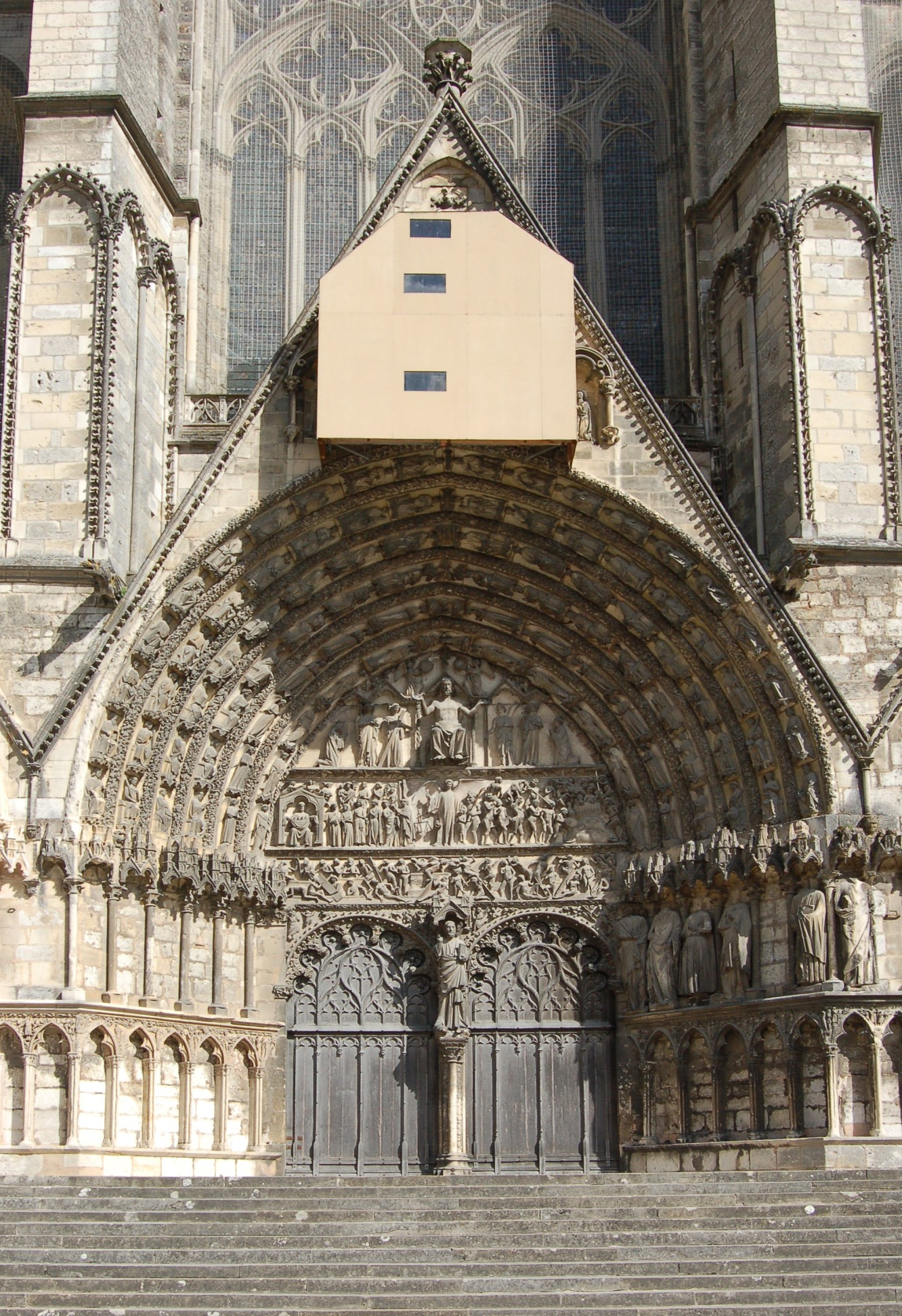
Il portale centrale
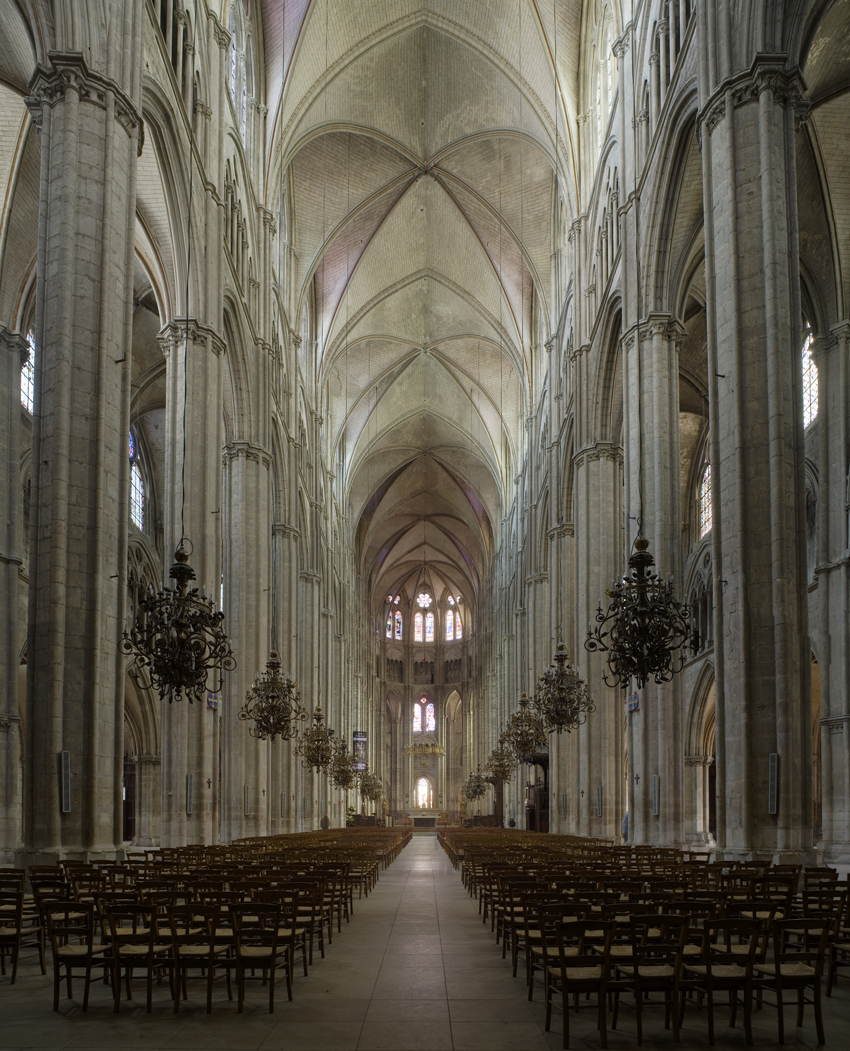
Interno
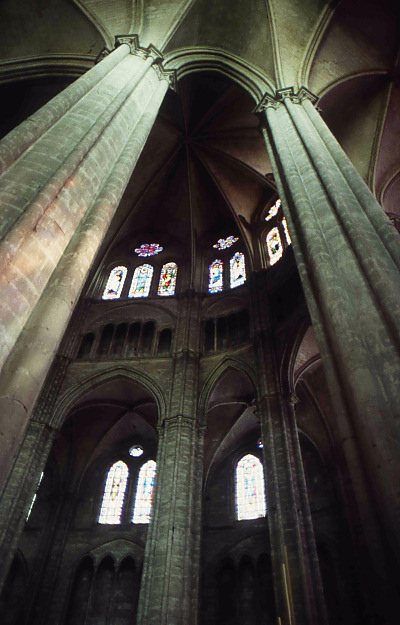
Particolare dell'interno
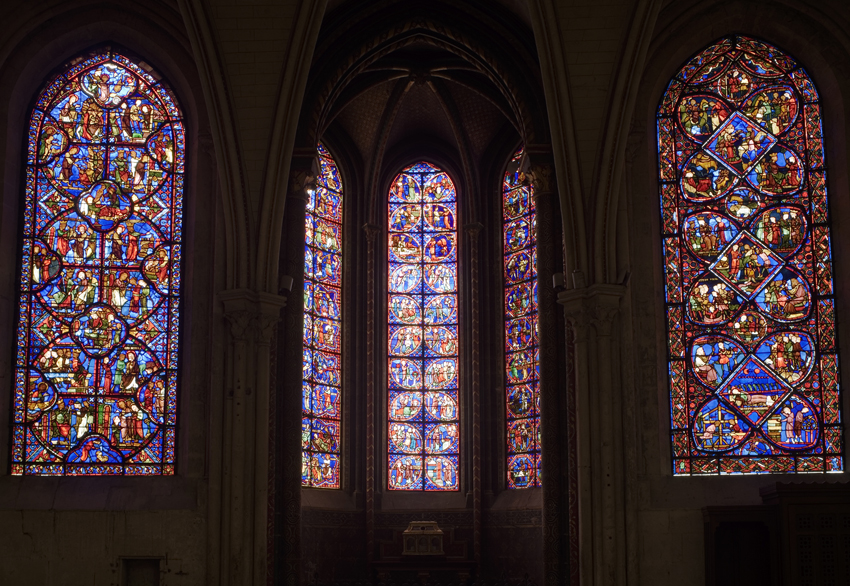
Vetrate
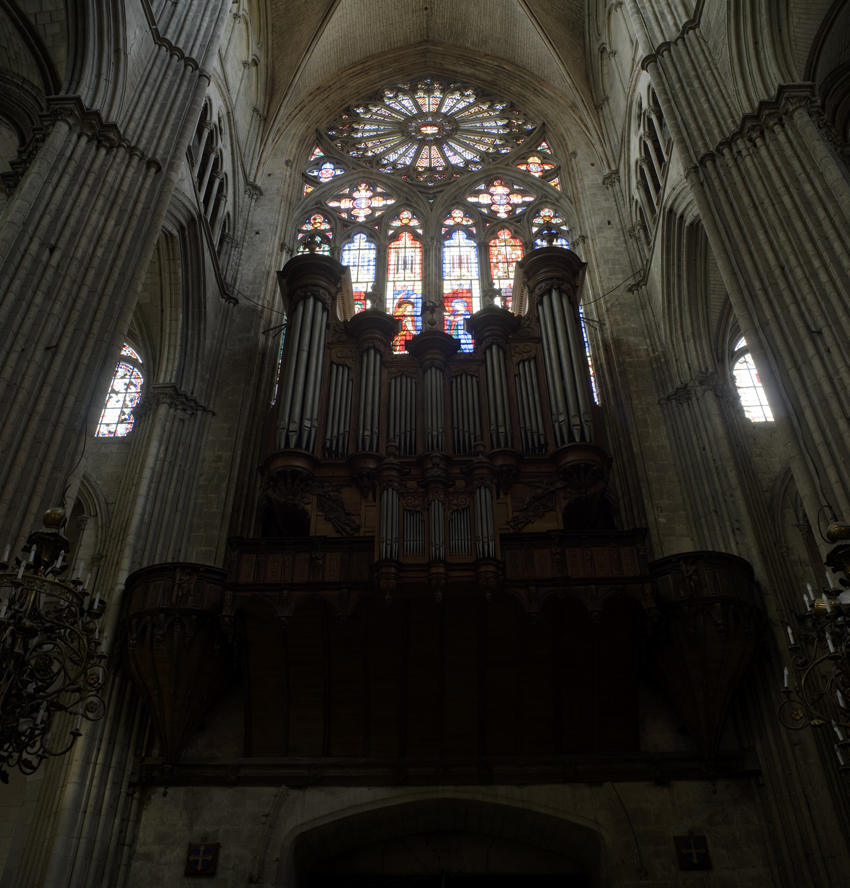
Controfacciata e organo